# Terpsichore exornans
Terpsichore exornans är en stensöteväxtart som först beskrevs av William Ralph Maxon, och fick sitt nu gällande namn av Alan Reid Smith. Terpsichore exornans ingår i släktet Terpsichore och familjen Polypodiaceae. Inga underarter finns listade.